# Sciades botelensis
Sciades botelensis là một loài bọ cánh cứng trong họ Cerambycidae.